# عبد الله أبكر محمد
عبد الله أبكر محمد مواليد 1 يناير 1997، هو عداء سعودي متخصص في سباق 100 متر. مثل السعودية في بطولة العالم لألعاب القوى داخل الصالات 2016 في سباق 60 متر حيث وصل إلى نصف النهائي. أفضل رقم شخصي له هو 10.04 حققه في أبريل 2016 وهو الرقمي القياسي الآسيوية لفئة الناشئين.

## سجل المنافسة
| العام         | المسابقة                                    | المكان             | المركز        | حدث           | ملاحظة        |
| يمثل السعودية | يمثل السعودية                               | يمثل السعودية      | يمثل السعودية | يمثل السعودية | يمثل السعودية |
| ------------- | ------------------------------------------- | ------------------ | ------------- | ------------- | ------------- |
| 2016          | بطولة العالم لألعاب القوى داخل الصالات 2016 | بورتلاند (أوريغون) | 18            | 60 م          | 6.68          |

## وصلات خارجية
- عبد الله أبكر محمد على موقع الاتحاد الدولي لألعاب القوى (الإنجليزية)
- عبد الله أبكر محمد على موقع الدوري الماسي (الإنجليزية)
- عبد الله أبكر محمد على موقع أوليمبيديا (الإنجليزية)